# Bier Pioniere
Bier Pioniere ist ein Brettspiel des deutschen Spieleautors Thomas Spitzer, das im Jahr 2023 bei dem deutschen Spieleverlag Spielefaible erschienen ist. Es handelt sich um ein Worker-Placement-Spiel, bei dem die Mitspieler während der frühen Industrialisierung des 19. Jahrhunderts jeweils eine Brauerei aufbauen und verschiedene Biersorten produzieren, um so möglichst viele Siegpunkte zu erhalten. Das Spiel wurde 2024 von der Jury des Spiel des Jahres als Empfehlung zum Kennerspiel des Jahres benannt.

## Thema und Ausstattung
Bei Bier Pioniere übernehmen die Mitspieler jeweils die Rolle eines Unternehmers, der eine möglichst lukrative Brauerei aufbaut. Im Laufe des Spiels kann er dabei beginnend mit einer reinen Altbier-Brauerei seinen Betrieb ausbauen und auch das Produktspektrum erweitern. Wie bei anderen Worker-Placement-Spielen werden durch die Aktionsmöglichkeiten Ressourcen (Geld, Fässer, Bier, Karten) verfügbar gemacht, die dann eingesetzt werden können, um weitere Optionen zu ermöglichen. Durch die Bierproduktion und -auslieferung werden schließlich Siegpunkte generiert, Gewinner des Spiels ist am Ende der Spieler mit den meisten Siegpunkten und damit mit dem lukrativsten Brauereibetrieb.
Das Spielmaterial besteht neben einer Spielanleitung aus dem folgenden Material:
Allgemeines Spielmaterial
- ein Spielplan mit verschiedenen Aktionsfeldern und einer Siegpunktleiste,
- ein Bonusaktions-/Rundenende-Tableau,
- 64 Aktionskarten, davon 12 Startkarten,
- vier Startkarten für die Spielerreihenfolge,
- fünf Zielkarten,
- 24 Ausbauplättchen in sechs Typen,
- 40 Münzen,
- 40 Fässer,
- 32 Abdecksteine
- ein neutraler LKW (grau),
- ein neutraler Arbeiter (grau)

Spielermaterialien
- vier Spieler-Tableaus für die Brauereien,
- vier Sätze mit je sechs Biersorten (Altbier, Starkbier, Weizenbier, Pils, Export und Lager),
- vier große und vier kleine Abdeckplättchen für Biersorten,
- vier verbesserte Fasslager,
- 16 Kellerplättchen in vier Sätzen,
- vier Sets in den Spielerfarben mit jeweils
  - acht großen Arbeiter, davon sechs markiert (Erfahrungsstufe)
  - vier kleinen Bonus-Arbeitern
  - einem Fass, einem LKW, einer Flasche, einem Quader, zwei Scheiben
- ein Aufwertungsmarker

für das Spiel mit zwei oder drei Spielern
- acht Aufbaukarten
- neun Abdeckmarker

Die Gestaltung der Spielmaterialien erfolgte durch den auf Brett- und Kartenspiele spezialisierten Grafiker Harald Lieske, der vor allem zahlreiche Spiele für Friedemann Friese und dessen 2F-Verlag illustriert. Bei der Gestaltung der Aktionskarten wurde dabei unterschieden in Karten mit Personen, die auf einem weißen Hintergrund dargestellt sind und besondere Eigenschaften haben (Braumeister), Personen auf einem grauen Hintergrund ohne besondere Eigenschaften und andere Darstellungen aus dem Brauwesen und der Bierkultur. Die Karten sind zudem so aufgebaut, dass sie auf drei verschiedene Weisen genutzt werden können: Mit dem oberen beigebraunen Bereich wird eine Karte in die Auslage gelegt, mit dem unteren weißen Bereich werden Aktionen gespielt und der rechte violette Bereich wird zum Erfüllen von Aufträgen genutzt.

## Spielweise

### Vorbereitung
Vor der ersten Runde werden der Spielplan und das Bonusaktions-/Rundenende-Tableau in der Tischmitte ausgelegt. Die Spieler wählen jeweils eine Spielerfarbe und legen ein Brauerei-Tableau vor sich aus. Der neutrale, graue Arbeiter und der neutrale LKW werden auf das entsprechend gekennzeichnete Feld im Reihenfolge-Aktionsbereich gesetzt. Danach werden die fünf grünen Zielkarten gemischt und eine davon zufällige offen auf den dritten Platz neben die bereits aufgedruckten Zielvorgaben gelegt.
Die vier Startkarten werden zufällig an die Spieler vergeben, entsprechend den damit ausgelosten Positionen stellt jeder Spieler sein Bierfass auf die entsprechende Stelle der Reihenfolgeleiste auf dem Spielplan, darunter kommt zudem einer seiner unmarkierten Arbeiter. Aus dem Kartenstapel der Aktionskarten werden die 12 mit einem „S“ markierten Karten entfernt und gemischt, von diesen bekommt jeder Mitspieler drei Startkarten. Die restlichen Karten werden gemischt und als verdeckter Stapel über den Spielbrett gelegt. Sechs der Karten werden aufgedeckt und von links nach rechts offen oberhalb der Felder der Braustufenleiste als Kartenauslage ausgelegt. Jeder Spieler setzt seinen Bierflaschenmarker auf das erste Feld der Braustufenleiste und eine seiner Scheiben auf das Feld „0“ der Siegpunkteleiste; die zweite Scheibe kommt auf das Feld 0 der Einkommensanzeige auf dem Bonusaktions-/Rundenende-Tableau. Die sechs Arten von Ausbauplättchen werden sortiert neben den Spielplan gelegt, jeweils mit dem Plättchen für den Erstspielerbonus an oberster Stelle.
Jeder Spieler legt die an ihn verteilte Startkarte offen unter sein Tableau und bekommt den dort angegebenen Startbonus an Geldmünzen. Seine jeweils drei Handkarten werden verdeckt auf die Hand genommen. Das Brauerei-Tableau wird entsprechend der Spielanleitung mit mehreren Abdeckplättchen und -steinen im Bereich der Bierproduktion und des Kellers vorbereitet, sodass nur noch die Option „Alt“ und die dunklen Kellerfelder sichtbar sind. Jeder Spieler nimmt sich zudem zwei braune Fässer und stellt sie entsprechend der Angabe auf seiner Startkarte in sein Fasslager und in den Keller. Der farbige Quader wird auf das erste Feld seiner Fortschrittsleiste und der zweite unmarkierte Arbeiter auf das dafür vorgesehene Feld links im Verwaltungsbereich auf das Brauerei-Tableau gelegt, zudem werden die drei rechten Optionen des Verwaltungsbereichs abgedeckt. Aus dem Spielmaterial ihrer Farbe nehmen sich die Spieler zudem je zwei markierte Arbeiter mit „1“ und „2“, einen LKW, zwei kleine Bonusarbeiter und einen Aufwertungsmarker. Zudem erhält jeder Spieler einen Satz Brau-Drehscheiben für die Biersorten Pils, Export, Lager, Stark, Weizen und Alt. Die Startbonuskarte wird unter den oberen Rand des Tableaus geschoben, sodass der beigebraune Bereich sichtbar bleibt.

### Spielregeln
Die Anzahl der Runden ist bei Bier Pioniere nicht festgelegt, es wird gespielt, bis ein Spieler 20 oder mehr Siegpunkte erreicht und damit die letzte Runde einläutet. In der Aktionsphase werden beginnend mit einem Startspieler in der vorab festgelegten Spielerreihenfolge reihum jeweils nacheinander mindestens fünf Spielzüge durchgeführt, bei denen die Spieler ihre Mitarbeiter oder ihren LKW einsetzen und damit entsprechende Aktionen auslösen. Haben alle Spieler ihre Aktionen durchgeführt, kommt es zu einer Verwaltungs- bzw. Rundenendephase, bevor die nächste Runde startet.
Aktionsphase
In der Aktionsphase muss der jeweils aktive Spieler jeweils eine der ihm möglichen Aktionen durchführen und erst, wenn er keine Optionen mehr hat, kann er passen und damit aus der aktuellen Runde aussteigen. Dabei hat jeder Spieler von der ersten Runde an mindestens fünf Aktionsmöglichkeiten. Er kann
- eine Arbeiteraktion mit einem seiner beiden Arbeiterfiguren durchführen, indem er diesen auf ein nicht besetztes Aktionsfeld auf dem Spielplan setzt und die damit verbundene Aktion auslöst,
- eine LKW-Aktion durchführen, indem er seinen LKW auf ein nicht besetztes Aktionsfeld mit einer LKW-Markierung auf dem Spielplan setzt und die damit verbundene Aktion auslöst,
- eine Reihenfolge-Aktion durchführen, indem er seinen unmarkierten Arbeiter bei der Reihenfolgeleiste nutzt, um einen Sofort-Bonus zu aktivieren und seine Position in der Reihenfolge für die nächste Runde festzulegen,
- eine Verwaltungsaktion auf seinem Spielertableau durchführen, indem er seinen dortigen unmarkierten Arbeiter nutzt, um eine der freien Aktionen auszulösen.

Über die Arbeiter- und die LKW-Aktionen werden verschiedene Effekte und Möglichkeiten aktiviert, die jeweils durch die Symbole auf den verschiedenen Aktionsfeldern angezeigt werden. Um diese Aktionen zu ermöglichen, müssen entweder Arbeiter oder LKW platziert werden. Bei den Arbeiteraktionen sind dabei immer zwei Felder mit unterschiedlichen Erfahrungsboni vorhanden:
| # | Arbeiter-Aktionsfeld          | Aktion | Erfahrungsboni (für Sonderaktionen) |
| - | ----------------------------- | --- | ----------------------------------- |
| 1 | Bier brauen                   | Abhängig von der Braustufe des Spielers am oberen Spielplanrand kann der Spieler eine bis vier Biersorten auf sein Spielertableau einsetzen. Dabei wird die Bierscheibe entsprechend der Angabe auf der Fortschrittsleiste des Spielertableaus eingesetzt (zu Beginn -3).                                  | 4/3                                 |
| 2 | Drehungen                     | Abhängig von der Anzahl der Drehscheibensymbole der Karten oberhalb seines Spielertableaus kann der Spieler eine oder mehrere seiner Bierscheiben drehen und damit den Brauprozess voranbringen (zu Beginn 2 Drehungen).                                                                                   | 4/3                                 |
| 3 | Brauereifortschritt           | Der Spieler kann entweder seinen Marker auf der Fortschrittsleiste seines Spielertableaus um ein Feld vorwärts bewegen oder einen Abdeckstein entfernen. Wenn er eine Münze bezahlt, darf er beide Aktionen durchführen.                                                                                   | 3/2                                 |
| 4 | Fässer                        | Der Spieler kann Fässer aus dem allgemeinen Vorrat in sein Fasslager oder aus seinem Fasslager in den Keller stellen. Die Anzahl der Fässer ergibt sich dabei durch die Anzahl der Fasssymbole der Karten oberhalb seines Spielertableaus. Wenn er eine Münze bezahlt, darf er beide Aktionen durchführen. | 4/3                                 |
| 5 | Handkarte – weißer Bereich    | Der Spieler kann eine Handkarte ausspielen und dabei den weißen Bereich der Karte nutzen. Diese ermöglicht eine einmalige Aktion oder die Einstellung eines Braumeisters mit einem permanenten Bonus. | 3/2                                 |
| 6 | Arbeiter-Aufwertung           | Der Spieler kann für die Zahlung von einer Münze am Rundenende einen seiner markierten Arbeiter aufwerten und platziert dafür seinen Aufwertungsmarker auf dem Rundenende-Tableau. | 3/2                                 |
| 7 | Brauerei-Ausbau               | Der Spieler kann für die Zahlung von drei Münzen eine Ausbauplättchen nehmen und damit seine Brauerei ausbauen. Für den Ausbau erhält er einen Bonus und wenn er der erste Spieler mit diesem Ausbau ist, einen entsprechenden Sonderbonus.                                                                | 3/2                                 |
| 8 | Münzen nehmen                 | Der Spieler erhält 2 Münzen als Sofort-Bonus. | 3/2                                 |
|   | LKW-Aktionsfeld               | Aktion |                                     |
|   | Münzen nehmen                 | Der Spieler erhält 2 Münzen als Sofort-Bonus. |                                     |
|   | Auftrag erfüllen              | Der Spieler kann eine Handkarte ausspielen und dabei den violetten Bereich der Karte nutzen. Dies ermöglicht die Erfüllung eines Auftrags: Er beliefert einen Kunden mit den gewünschten Waren (Bierplättchen und Fässer) und erhält die entsprechende Bezahlung (Siegpunkte, Geld)                        |                                     |
|   | Fässer oder Karte             | Der Spieler kann ein Fass in sein Fasslager oder eines vom Fasslager in den Keller stellen oder eine Karte nehmen. |                                     |
|   | Arbeiter- und LKW-Aktionsfeld | Aktion | Erfahrungsboni (für Sonderaktionen) |
|   | Tauschen                      | Der Spieler kann ein Bierfass oder ein Bierplättchen aus dem Keller oder eine Münze eintauschen gegen einen Siegpunkt, zwei Karten oder eine Münze tauschen. Wenn er eine Münze bezahlt, darf er diese Aktion ein weiteres Mal durchführen. Hier dürfen beliebig viele Arbeiter und LKW platziert werden.  | 2 (nur für Arbeiter) (∞)            |

Über Arbeiteraktionen können Bonusaktionen ausgelöst werden, wenn die Summe aus der Arbeitermarkierung und dem Erfahrungsbonus des Aktionsfeldes mindestens „6“ beträgt. Diese Zusatzaktion wird sofort ausgelöst und durch das Platzieren eines der kleinen Bonus-Arbeiter auf einem Aktionsfeld auf dem Bonusaktions-Tableau durchgeführt. Dabei kann der Spieler auf diese Weise zusätzlich Münzen, Fässer oder Karten erhalten oder neue Biere ansetzen, Braufortschritte durchführen oder Abdecksteine entfernen. Über Entwicklungen in seiner Kartenauslage (Glühbirnen) können auch bessere Effekte freigeschaltet werden wie die Option, Aufträge zu erfüllen, Ausbauten der Brauerei vorzunehmen oder direkt Siegpunkte zu erhalten.
Auch Reihenfolge- und Verwaltungsaktionen bringen Boni und Auktionsmöglichkeiten. Bei der Nutzung einer Reihenfolgeaktion kann ein Spieler eine bis drei neue Handkarten bekommen, eine Handkarte in seine Auslage oberhalb des Spielertableaus spielen oder eine Münze oder einen Siegpunkt erhalten. Zudem kann er den neutralen LKW oder den neutralen Arbeiter für eine zusätzliche Aktion aktivieren. Am Rundenende entscheidet die Position der eingesetzten Arbeiter bei den Reihenfolge-Aktionen über die Spielerreihenfolge der nächsten Runde. Bei den Verwaltungsaktionen gibt es zu Beginn nur die Option, den Brauvorgang um eine Drehung vorwärts zu bringen und einen beliebigen Abdeckstein zu entfernen. Werden Abdecksteine der Verwaltungsaktionen entfernt, stehen bis zu drei weitere Optionen zur Verfügung: das Ansetzen eines neuen Bieres, das Ausspielen einer Handkarte in die Auslage und die Nutzung einer Handkarte für die weiße Option.
Die gesamte Bierproduktion findet auf dem Brauerei-Tableau statt. Hier hat der Spieler anfänglich nur die Möglichkeit, Altbier zu brauen, und muss sich über Aktionen und Ausbauten weitere Optionen für die Herstellung von Starkbier, Weizenbier, Pils, Export und Lager freischalten. Biere werden grundsätzlich angesetzt, indem der Spieler eine entsprechende Bierscheibe platziert, und reifen dann über die Drehungen im Spiel und am Rundenende. Sobald ein Bier seine letzte Braustufe „0“ erreicht, ist es fertig und kann im Keller eingelagert werden, die Auslieferung erfolgt dann über die Erfüllung von Auftragskarten zusammen mit den ebenfalls benötigten Fässern aus dem Brauereikeller. Ausbauten der Brauerei geben weitere Boni und Optionen:
| Ausbauplättchen | Effekt |
| --------------- | --- |
| Bierfilter      | Beim Einbau eines Bierfilters kann eines der beiden Abdeckplättchen auf den Biersorten entfernt werden. Zudem darf der Spieler als Sofortbonus bis zu drei Drehungen durchführen.                                                                                 |
| Fuhrpark        | Durch den Fuhrpark wird das Fasslager vergrößert und der Spieler bekommt eine Münze als Sofort-Bonus. Mehrere Aufträge enthalten Sonderboni, wenn ein Fuhrpark vorhanden ist.                                                                                     |
| Kühlanlage      | Beim Einbau einer Kühlanlage kann eines der beiden Abdeckplättchen auf den Biersorten entfernt werden. Zudem darf der Spieler als Sofortbonus seine Braustufe um einen Schritt erhöhen.                                                                           |
| Labor           | Beim Bau eines Labors kann ein Spieler einen seiner Bonus-Arbeiter auf dem Rundenende-Tableau auf ein Aktionsfeld stellen, das ihm eine zusätzliche Drehung beim Rundenende ermöglicht. Zudem darf der Spieler als Sofortbonus seine Biere um zwei Stufen drehen. |
| Malzfabrik      | Der Spieler darf als Sofortbonus ein beliebiges Bierplättchen und ein Fass aus seinem Fasslager in seinen Keller legen. |
| Maschinenhalle  | Der Spieler erhält zwei weitere kleine Bonus-Arbeiter aus seinem Vorrat zur Nutzung. |

Jederzeit im Spiel kann ein Spieler einen seiner kleinen Bonus-Arbeiter auf einer Zielkarte platzieren, wenn das auf dieser angegebene Ziel erreicht wurde, und bekommt die entsprechenden Siegpunkte. Die Bonus-Figur ist damit für Bonus-Aktionen nicht mehr nutzbar.
Rundenendephase
Nachdem alle Spieler ihre Aktionsphase abgeschlossen haben, geht das Spiel in die Rundenendephase über. Diese besteht aus mehreren Einzelschritten, die entsprechend dem Rundenende-Tableau nacheinander durchgeführt werden:
1. Brauprozesse: Jedes Bier, das sich im Brauprozess befindet, wird um mindestens eine Stufe gedreht. Wird ein Bier dadurch ausgereift, wird es direkt in den Keller eingestellt; falls dort kein Platz ist, wird es vernichtet.
2. Spielfiguren und Spielreihenfolge: Die Spieler nehmen alle auf dem Spielplan und dem Bonus-Tableau befindlichen Arbeiterfiguren und LKWs zurück. Der Arbeiter der Verwaltungsaktion wird ebenfalls zurückgestellt. Entsprechend den Reihenfolge-Aktionen wird eine neue Spielerreihenfolge für die kommende Runde ermittelt und durch die Fässer angezeigt.
3. Aufwertung von Arbeitern: Alle Spieler, die ein Aufwerteplättchen auf das Rundenende-Tableau gelegt haben, können einen markierten Arbeiter um eine Stufe aufwerten. Dabei wird die bisherige Arbeiterfigur auf das Spielertableau hinter eine Reihe des Kellers gelegt und das Abdeckplättchen dieser Reihe wird entfernt, die darauf angegebenen Boni werden dabei aktiviert und der Platz im Keller ist nun verfügbar. Der Spieler nimmt sich danach einen neuen Arbeiter mit einer um eins höheren Erfahrungsstufe als der des bisherigen.
4. Handkartelimit: Alle Spieler, die mehr als drei bzw. später sechs Handkarten haben, müssen entsprechend viele Handkarten abwerfen.
5. Kartenauslage auffüllen: Bei der Kartenauslage oberhalb des Spielsplans wird die am weitesten links liegende entfernt, alle anderen rücken auf und eine neue Karte wird zugefügt.
6. Einnahmen: Alle Spieler erhalten Münzen entsprechend ihrem Einkommen.

Sind diese Schritte vollständig durchgeführt, beginnt eine neue Spielrunde.

### Spielende
Das Spiel endet, sobald ein Spieler 20 oder mehr Siegpunkte erreicht. Danach wird die laufende Runde noch bis zum Ende gespielt. Alle Braumeister können danach entsprechend der Anzahl ihrer Glühlampen in der Kartenauslage zusätzlich Bierplättchen gegen Siegpunkte eintauschen. Zudem können alle Spieler, die das Ende der Brauleiste erreicht haben, für jeweils eine Glühlampe eine Münze abgeben, um weitere Siegpunkte zu erhalten. Der Spieler, der am Ende die meisten Siegpunkte hat, gewinnt das Spiel. Bei einem Gleichstand wird erst die Anzahl der noch in der Brauerei befindlichen Biere und danach die Anzahl der Fässer verglichen, um einen Gewinner zu ermitteln.

## ErweiterungBier Boom
Die Erweiterung Bier Boom beinhaltet neben einem Set von 13 zusätzlichen und 5 auszutauschen Aktionskarten sowie zwei neuen Aufbaukarten für das Spiel mit zwei oder drei Spielern Materialien für sechs Module, die einzeln oder gemeinsam in das Basisspiel integriert werden können; eines der Module ermöglicht dabei das Spiel als Solospiel. In der Anleitung wird empfohlen, nicht mehr als zwei Module gleichzeitig in das Spiel zu integrieren, um es nicht zu überfrachten.

### Bierabfall
In diesem Modul wird der Umgang mit dem bei der Bierproduktion anfallenden Treber in das Spiel eingebaut. Das Modul besteht 28 doppelseitigen Trebermarkern, vier kleinen Kellerplättchen, zwei Plättchen mit weiteren Aktionsmöglichkeiten und 16 zusätzlichen Aktionskarten. Die Karten werden bei der Spielvorbereitung in die restlichen Karten eingemischt, das Aktionsplättchen mit der Bezeichnung 10 wird zusätzlich auf den Spielplan gelegt und das Aktionsfeld „Tauschen“ wird überdeckt. Zudem kommen pro Spieler sieben Trebermarker ins Spiel und die Spieler selbst tauschen das kleine Kellerplättchen aus dem Bisspiel mit dem aus der Erweiterung aus.
Im Spiel muss jeder Braumeister in der Rundenendephase nach dem Brauprozess für jedes im Brauvorgang befindliche Bier einen Trebermarker aus dem Vorrat nehmen, beginnend mit dem in der Spielerreihenfolge aktuell letzten Spieler. Zu zusätzlichen Aktionsplättchen haben folgende Wirkung:
| #  | Arbeiter-Aktionsfeld | Aktion | Erfahrungsboni (für Sonderaktionen) |
| -- | -------------------- | --- | ----------------------------------- |
| 10 | Treber verwerten     | Der Braumeister kann einen bis vier Trebermarker zurücklegen und eine entsprechende Anzahl Drehungen in seinem Bauprozess durchführen | 4/3                                 |
|    | Tauschen             | Der Spieler kann ein Bierfass, (genau) drei Trebermarker oder eine Münze eintauschen gegen einen Siegpunkt, zwei Karten oder eine Münze tauschen. Wenn er eine Münze bezahlt, darf er diese Aktion ein weiteres Mal durchführen. Hier dürfen beliebig viele Arbeiter und LKW platziert werden. | 2 (nur für Arbeiter) (∞)            |

Zudem ermöglicht das neue Kellerplättchen die Abgabe von vier Trebermarkern oder die Erhöhung der Braustufe um eine. Am Spielende werden die noch im Besitz der Braumeister befindlichen Trebermarker als -0,5 Siegpunkte gewertet.

### Export
Das Modul Export  soll den bei der fortschreitenden Entwicklung wichtigen Export des deutschen Bieres in das Spiel integrieren. Das Spielmaterial wird hierfür durch zusätzliche c und ein für diese konzipiertes Aktionsplättchen ergänzt. Zudem kommen sechs Exportplättchen, acht Export-Scheiben in den vier Spielerfarben sowie ein Spielende-Plättchen hinzu. Bei der Spielvorbereitung wird mit dem neuen Aktionsplättchen das Aktionsfeld „8“ überdeckt, die Exportplättchen werden unter den Spielplan in beliebiger Reihenfolge angelegt und das Spielende-Plättchen kommt auf das Feld „22“ der Punkteleiste. Jeder Spieler bekommt zudem eine Eisenbahnfigur sowie zwei Export-Scheiben. Nachdem die Spielerreihenfolge für die erste Runde feststeht, platzieren die Spieler ihre beiden Export-Scheiben entsprechend der Angaben in der Spielregel auf den negativen Bereich der Punkteleiste.
Durch die Eisenbahnfiguren erhalten alle Spieler pro Runde eine zusätzliche Aktion, die ebenso wie alle anderen ausgeführt werden muss. Diese Figur wird auf dem neuen Aktionsplättchen „8“ eingesetzt:
| # | Arbeiter-Aktionsfeld | Aktion | Erfahrungsboni (für Sonderaktionen) |
| - | -------------------- | --- | ----------------------------------- |
| 8 | Export-Aktion        | Der Braumeister kann nach Platzieren seiner Eisenbahnfigur eine von drei möglichen Aktionen ausführen: 1. Zwei gleiche Biersorten und zwei Fässer ausliefern; Dafür darf er seine am weitesten hinten auf der Punkteleiste liegende Exportscheibe auf eines der Export-Plättchen legen, um dessen Bonus zu erhalten. Hat er keine Scheiben mehr auf der Punkteleiste, versetzt er eine seiner Scheiben auf ein anderes Exportplättchen. Jeder Braumeister darf pro Plättchen nur eine seiner Scheiben ablegen, es dürfen jedoch mehrere Scheiben auf das gleiche Plättchen platziert werden. Ist die Ablagemarkierung auf dem Plättchen noch unbelegt, erhält er einen weiteren Bonus. 2. Der Spieler darf für den Preis von drei Münzen ein Bier kaufen und in den Keller einlagern. 3. Der Spieler darf sich eine Münze nehmen. | (∞)                                 |

Durch das neue Spielende-Plättchen wird das Spielende erst bei Erreichen des Plättchens, also bei 22 Siegpunkten, ausgelöst. Wir das Modul zusammen mit einem weiteren gespielt, das ebenfalls die Zielmarke erhört, werden diese Vorgaben addiert. Sollten sich bei Spielende noch Export-Plättchen auf der Punkteleiste befinden, werden die entsprechenden Minuspunkte verteilt.

### Doppelter Braukessel
Bei diesem Modul kann jeder Spieler zusätzliche Braukessel und einen Brauturm für einzelne Biersorten aufbauen, um sich auf die Produktion dieser zu konzentrieren. Neu hinzu kommen Braukessel-Plättchen der sechs Biersorten und entsprechende Brau-Drehscheiben sowie eine neue Zielkarte „4 gleiche Biersorten“, ein Satz neuer Ausbauplättchen „Brauturm“ und ein Spielende-Plättchen hinzu.
Beim Spielaufbau werden die Ausbauplättchen „Brauturm“ zu den anderen Ausbauplättchen gelegt. Die zusätzlichen Braukessel und die zugehörigen Drehscheiben kommen in den allgemeinen Vorrat. Mit der neuen Zielkarte wird die ausgedruckte Zielvorgabe „3 gleiche Biersorten“ überdeckt und das Spielende-Plättchen kommt auf das Feld „22“ der Punkteleiste.
Während des Spiels können die Spieler als zusätzlichen Ausbau den „Brauturm“ wählen und damit einen zusätzlichen Braukessel und die zugehörige Drehscheibe an sich nehmen:
| Ausbauplättchen | Effekt |
| --------------- | --- |
| Brauturm        | Beim Bau eines Brauturms nimmt der Spieler einen zusätzlichen Braukessel und die zugehörige Drehscheibe und legt sie an sein Spieler-Tableau. Bei Zahlung von einer Münze darf er zusätzlich ein neues Bier brauen. Bei Erwerb des Altbierkessels als zusätzlichem Braukessel verliert der Spieler sofort einen Siegpunkt. |

Der zusätzliche Braukessel darf erst genutzt werden, wenn der Spieler die entsprechende Biersorte auch freigelegt hat und brauen kann. Durch das neue Spielende-Plättchen wird das Spielende erst bei Erreichen des Plättchens, also bei 22 Siegpunkten, ausgelöst. Wir das Modul zusammen mit einem weiteren gespielt, das ebenfalls die Zielmarke erhört, werden diese Vorgaben addiert.

### Hausmarke
Wie beim Doppelten Braukessel kann auch in diesem Modul jeder Spieler einen zusätzliche Braukessel aufbauen, der in diesem Fall zur Herstellung einer Hausmarke genutzt wird. Neu hinzu kommen entsprechende Braukessel-Plättchen für die Hausmarke in den sechs Biersorten und entsprechende grüne Brau-Drehscheiben sowie ein Satz neuer Ausbauplättchen „Werbeabteilung“ und ein Spielende-Plättchen hinzu.
Beim Spielaufbau werden die Ausbauplättchen „Werbeabteilung“ zu den anderen Ausbauplättchen gelegt. Die zusätzlichen Braukessel und die zugehörigen Drehscheiben kommen in den allgemeinen Vorrat und das Spielende-Plättchen kommt auf das Feld „22“ der Punkteleiste.
Während des Spiels können die Spieler als zusätzlichen Ausbau den „Werbeabteilung“ wählen und damit einen zusätzlichen Braukessel und die zugehörige Drehscheibe an sich nehmen:
| Ausbauplättchen | Effekt |
| --------------- | --- |
| Werbeabteilung  | Beim Aufbau einer Werbeabteilung nimmt der Spieler einen der zusätzlichen Braukessel. Zudem entfernt er einen Ausbaustein auf seiner Brauerei-Auslage. |

Durch den neuen Braukessel kann ein Spieler nun eine beliebige Biersorte, die er selbst oder ein anderer Spieler freigelegt hat, als Hausmarke brauen; zu Beginn betrifft dies nur Altbier und jedes Mal, wenn ein Spieler eine Sorte freilegt kommt eine neue Option hinzu. Wird das Bier fertig gebraut, wird es als normales Bier dieser Sorte eingelagert.
Durch das neue Spielende-Plättchen wird das Spielende erst bei Erreichen des Plättchens, also bei 22 Siegpunkten, ausgelöst. Wir das Modul zusammen mit einem weiteren gespielt, das ebenfalls die Zielmarke erhört, werden diese Vorgaben addiert.

### Litfaß-Säulen
Das Modul „Litfass-Säulen“ besteht aus sechs Litfaß-Plättchen, die gemischt und verdeckt als Stapel neben den Spielplan gelegt werden. Im Spiel werden entfernte Abdecksteine nicht mehr aus dem Spiel genommen, sondern kommen auf den Bereich 4 des Rundende-Tableaus. Jeweils am Rundenende vor der Überprüfung des Handkartenlimits wird nun jedes Mal geprüft, wie viele Abdecksteine dort platziert wurden – sind es mehr als die Anzahl der Mitspieler, wird das oberste Litfaß-Plättchen aufgedeckt und auf dem Spielplan ausgelegt.
Vier der sechs Litfaß-Plättchen ersetzen nach dem Auslegen Aktionsfelder auf der Spielerreihenfolgeleiste, eines gibt eine zusätzliche Aktion und eines ist ein Soforteffekt, bei dem alle Spieler eine Drehung einer Biersorte durchführen dürfen.
Danach werden dieses und so viele Abdecksteine wie es der Spieleranzahl +1 entspricht aus dem Spiel genommen.

## Entwicklung und Rezeption
Das Spiel Bier Pioniere wurde von Thomas Spitzer entwickelt und erschien 2023 bei dem deutschen Verlag Spielefaible in Kaaks. 2024 erschienen beim gleichen Verlag ein englisches Kartenset und eine englischsprachige Anleitung für das Spiel.
Es wurde in mehreren Rezensionen und Besprechungen weitestgehend positiv bewertet. 2024 wurde es von der Jury des Spiel des Jahres in die Empfehlungsliste zum Kennerspiel des Jahres aufgenommen, in der Jurybegründung wird ausgeführt:

„Schon Otto von Bismarck wusste: ‚Es wird bei uns Deutschen mit wenig so viel Zeit totgeschlagen wie mit Biertrinken.‘ Es locken also gute geschäftliche Aussichten, um 1900 herum eine Brauerei zu eröffnen. In ‚Bier Pioniere‘ setzen wir unsere Belegschaft auf Aktionsfeldern ein, um unsere Brauerei besser für die Zukunft aufzustellen und erfolgreicher zu machen. Das kann durch den technischen Ausbau unseres Betriebes, durch Schulung des Personals, Spezialisierung auf bestimmte Biersorten oder das Erfüllen von Bestellungen gelingen. Unterstützung erhalten wir in Kartenform durch berühmte Persönlichkeiten aus der Geschichte des Bieres. Wer am Ende siegreich aus dem Spiel herausgehen möchte, muss sich allerdings ranhalten, denn ‚Bier Pioniere‘ ist ein kapitalistisches Wettrennen um das Erreichen von 20 Punkten.“

Michaela Poignée, Jurorin zum Kennerspiel des Jahres, stellte als Besonderheit die Erfahrungswerte der Arbeiter und die Option, mit diesen Sonderaktionen ausführen zu können, heraus. Die Möglichkeit, diese aufzuwerten, beschreibt sie mit: Die Erfahrungen der Arbeiter können im Spielverlauf verbessert werden. „Schöner Nebeneffekt davon: bevor der „alte“ Arbeiter in Rente geht, räumt dieser noch den Keller auf und sorgt dort für mehr Platz. Dann können dort mehr Bier und Fässer gelagert werden.“ Der Kritiker Udo Bartsch schrieb: „Alles in BIER PIONIERE ist stark miteinander verwoben, das Spiel ist ein feines Geflecht aus Hauptaktionen, Bonusaktionen und Karten. Welchen Fortschritt ich über welchen Weg bekomme, muss ich erst lernen.“ Für ihn ist das Thema bei Bier Pioniere „ein großer Pluspunkt des Spiels. Es wirkt nicht beliebig austauschbar, das Weiterdrehen des Brauanzeigers kann man sich gut als Gärungsprozess vorstellen. Die Illustrationen und die im Spiel mit ihren Konterfeis und Namen vorkommenden Brauer des 19. Jahrhunderts von Josef Diebels bis Clemens Veltins verströmen Zeit- und Lokalkolorit. Die Historizität (auch wenn sie mechanisch keine Rolle spielt) und die Umsetzung des Bierthemas heben das Spiel aus der Masse der austauschbaren Eurogames heraus.“ Er bewertet es „als Gesamtpaket […]außerordentlich rund“. Tobias Franke vergleicht auf Fjelfras.de „das Nehmen der Karten ist wie bei Arche Nova, die Karten selbst erinnern mit ihrer Multifunktionalität an La Granja und zusätzlich werden unsere Arbeiter mit der Zeit ausgetauscht wie bei Village; und der Rest ist so eine Art Viticulture. […] BIER PIONIERE lehn[e] sich an diese Spiele an, erschaff[e] aber ein eigenes System.“
Zur Spielemesse Spiel ’24 veröffentlichte Spielefaible eine Erweiterung für Bier Pioniere mit dem Titel Bier Boom mit 5 Erweiterungsmodulen, die einzeln oder in Kombination in das Grundspiel integriert werden können, sowie Material für ein Solospiel.

## Belege
1. 1 2 3 4 5 6 7 8 9 10 11 12 13  
Spielanleitung Bier Pioniere, Spielefaible 2023
2. 1 2 3 4 5 6 7 8 9 10 11 12 13 14  
Spielanleitung Bier Boom, Spielefaible 2024
3. ↑  
Bier Pioniere, Versionen bei BoardGameGeek. Abgerufen am 1. Februar 2025.
4. ↑  Englisches Kartenset und Anleitung für Bier Pioniere bei spielefaible.de, abgerufen am 1. Februar 2025.
5. 1 2  
Udo Bartsch: Bier Pioniere, Rezension auf „Rezensionen für Millionen“, 1. Mai 2024; abgerufen am 1. Februar 2025.
6. ↑  
Tobias Franke: Bier Pioniere, Rezension auf fjelfras.d, 16. Mai 2024; abgerufen am 1. Februar 2025.
7. ↑  Bier Pioniere auf der Website des Spiel des Jahres e.V.; abgerufen am 1. Februar 2025.
8. ↑  
Michaela Poignée: Empfehlungsliste Kennerspiel des Jahres: Bier Pioniere, auf spiel-des-jahres.de, abgerufen am 1. Februar 2025.
9. ↑  
Tobias Franke: kritisch gespielt: Bier Pioniere, Rezension auf fjelfras.d, 23. Februar 2024; abgerufen am 1. Februar 2025.
10. ↑  Bier Boom in der Spieledatenbank BoardGameGeek (englisch); abgerufen am 1. Februar 2025.